# 鳳山 (大字)
鳳山，是臺灣高雄市鳳山區的一個傳統地域名稱，位於該區中部略偏北。相較於今日行政區，其範圍大致包括曹公里南部邊界地帶中央大段、鳳崗里不含西北端、光明里不含東北端、新興里西部邊界地帶中至南段、縣衙里、興仁里東北半部、成功里、和興里東北端、和德里北半部、南興里、三民里西南部。
本地區境內主要聚落為鳳山，設有鳳山國小、曹公國小。

## 歷史
台灣日治初期，鳳山地區為一街庄，稱為「鳳山街」（舊制街庄），隸屬於大竹里。該街昔日西北、北及東北與新庄仔庄為鄰，東與竹仔腳庄為鄰，南邊及西邊為道爺廍庄。
1901年（日治明治三十四年）11月11日，全台廢縣廳改設二十廳，該街隸屬於鳳山廳。1904年（明治三十七年）5月3日，該街編入「鳳山區」，隸屬於鳳山廳。1909年（明治四十二年）10月25日，全台合併二十廳為十二廳，鳳山區改隸屬於臺南廳。1920年（大正九年）10月1日，全台地方制度大改正，廢十二廳改設五州二廳，該街改制為「鳳山」大字，隸屬於高雄州鳳山郡鳳山街（新制街庄），下有「縣口」、「火房口」、「大老衙」、「草店尾」小字名。
戰後鳳山街改制為鳳山鎮，隸屬於高雄縣，大字亦改制為里。1950年（民國39年）10月1日，高、屏分治，鳳山鎮仍隸屬於高雄縣。1972年（民國61年）7月1日，鳳山鎮升格為鳳山市。2010年（民國99年）12月25日，高雄縣、市合併為直轄高雄市，鳳山市改制為鳳山區。

## 聚落
本地區發展較早的聚落為鳳山，在日治初期的官方地圖上已有記載。

## 交通
高雄捷運橘線是高雄捷運系統的東西向路線，經過本地區中部略偏北地帶，並在西側邊界地帶設有鳳山站。由此可前往高雄捷運沿線各站。
省道台1戊線是高雄至後庄的幹道，經過本地區中部略偏北地帶。由該道路西行可前往苓雅區、三民區，並止於省道台1線轉角路口；東行可前往大寮區西北部，並止於磚子磘地區後庄聚落西南側的省道台1線轉角路口。

省道台25線又稱「鳳林公路」，是鳳山至林園的幹道，經過本地區北半葉的東端。由該道路北行可前往牛潮埔地區，並止於省道台1線路口；南行可前往大寮區、林園區，並止於省道台17線路口。
市道183號是楠梓至五甲的道路，經過本地區北半葉的東端及南半葉中部。由該道路北行可前往鳥松區、仁武區、楠梓區，並止於楠梓市區的省道台22線路口；南行可前往鳳山區西南部的五甲地區，並止於鳳山區與前鎮區邊界地帶的省道台17線路口。
市道183甲線是第三號橋至頂庄的道路，其北側端點位於本地區南部的市道183號路口。由此南行（大方向，當地先向東南）可前往鳳山區南部，並於過埤子地區的中安路路口。
區道高62線是新庄仔至鎮東的道路，經過本地區北部近邊界地帶。

## 學校
- 鳳山國小
- 曹公國小

## 公務機關
- 高雄市政府警察區鳳山分局（部分）

## 文化資產
- 鳳山龍山寺（國定古蹟）
- 鳳山縣城殘蹟（市定古蹟）
- 鳳儀書院（市定古蹟）